# Dicranoloma novo-guineense
Dicranoloma novo-guineense là một loài Rêu trong họ Dicranaceae. Loài này được (Broth. & Geh.) Paris mô tả khoa học đầu tiên năm 1904.